# ريان كينت
ريان كينت (بالإنجليزية: Ryan Kent)‏ (11 نوفمبر 1996 أولدهام إنجلترا -) هو لاعب كرة قدم إنجليزي، يلعب كجناح مع نادي رينجرز الإسكتلندي.

## وصلات خارجية
ريان كينت على موقع الاتحاد الأوربي (الإنجليزية)
- ريان كينت على موقع اتحاد تركيا (لاعب) (الإنجليزية)
- ريان كينت على موقع قاعدة بيانات كرة القدم.إي يو (الإنجليزية)
- ريان كينت على موقع Soccerbase.com (لاعب) (الإنجليزية)
- ريان كينت على موقع Soccerway.com (الإنجليزية)
- ريان كينت على موقع عالم كرة القدم.نت (الإنجليزية)
- ريان كينت على موقع AS.com (الإسبانية)